# Rabí
Rabí (německy Rabi, dříve Raby, v místním dialektu Rábí) je město v předhůří Šumavy v okrese Klatovy v Plzeňském kraji asi devět kilometrů severovýchodně od Sušice. Žije zde 496 obyvatel a katastrální území je 1 429 hektarů. Historické jádro je od roku 1992 městskou památkovou zónou.

## Geografie
Rabí se rozkládá severozápadně od řeky Otavy v údolí obklopeném vápencovými kopci pánve v oblasti přírodního parku Buděticko. Severně od města se tyčí Šibeňák (563 m), na východě Březina (529 m) a Kozník (637 m), jižně Zámecký vrch (529 m) s hradem Rabí, na západě Čepičná (671 m) a Líšná (578 m). Na severozápadě se tyčí Džbán resp. Čbány (619 m). Městem prochází silnice II/169 Sušice–Horažďovice. Jižně od města, na pravém břehu Otavy podél řeky vede železniční trať Horažďovice–Domažlice (Horažďovice předměstí–Klatovy), nejbližší zastávkou jsou Žichovice.
Sousedními obcemi sídla jsou Čímice, Sušice, Žichovice, Velké Hydčice, Malý Bor, Budětice, Hejná, Dobršín a Hradešice.

## Historie
První písemná zmínka o obci pochází z roku 1380, kdy je ves Raby uváděna jako majetek Švihovských z Rýzmberka.
Dne 1. dubna 2010 byl obci navrácen status města.

## Pamětihodnosti
Nad městem se tyčí zřícenina hradu Rabí.
Z ostatních památek stojí za zmínku kostel svatého Jana Nepomuckého, Kostel Nejsvětější Trojice, židovský hřbitov, radnice na náměstí a synagoga.
Západojihozápadně od Rabí se na vápencových kopcích Čepičná a Chanovec nad levým břehem řeky Otavy nachází přírodní rezervace Čepičná.

## Části obce
- Rabí
- Bojanovice
- Čepice

## Galerie

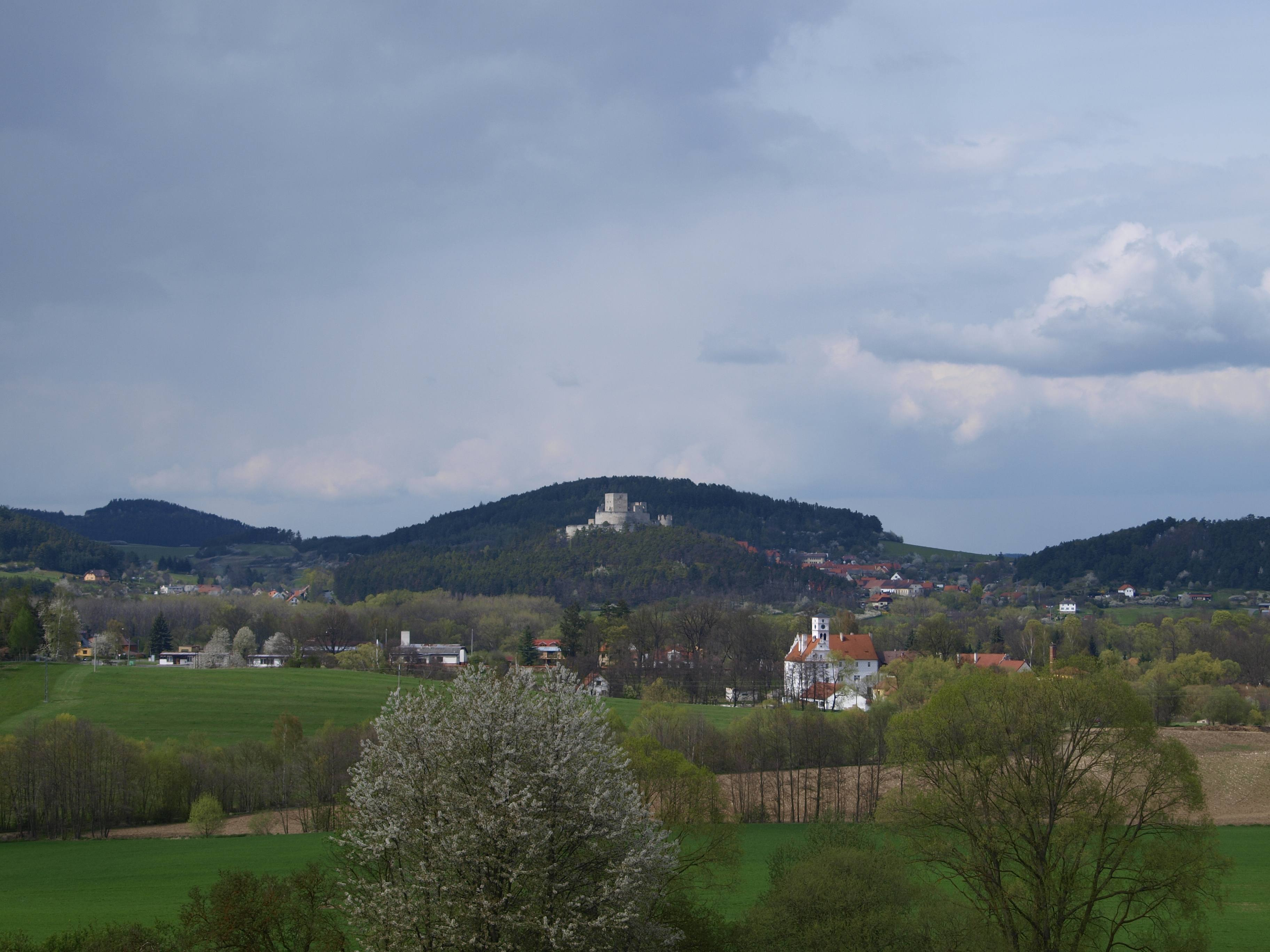
Pohled zdáli na Rabí a Žichovice